# Uvarus vagefasciatus
Uvarus vagefasciatus är en skalbaggsart som beskrevs av Bilardo och Rocchi 1999. Uvarus vagefasciatus ingår i släktet Uvarus och familjen dykare. Inga underarter finns listade i Catalogue of Life.